# Ingvar Thorén
August Ingvar Thorén, född 10 april 1923 i Stockholm, död där 2 juni 2008, var en svensk tecknare, illustratör, och målare. 
Han var son till järnvägsmannen August Leonard Thorén och Blenda Cornelia Lundberg och från 1948 gift med Mary Wallin. Thorén arbetade först inom järnvägen men övergick som autodidakt tecknare till att arbeta som illustratör 1946. Han var verksam som tecknare i Dagens Nyheter, Expressen och flera olika facktidskrifter. Han utkörde dessutom illustrationsuppdrag för ett flertal böcker. I mindre utsträckning var han stafflikonstnär och målade varierade motiv i pastell eller olja.